# Barrett (album)
1970. november 14-én jelent meg Syd Barrett második és egyben utolsó, új dalokat tartalmazó szólóalbuma, a Barrett. 1970 februárjában, nem sokkal a The Madcap Laughs megjelenése után Barrett fellépett John Peel Top Gear című rádióműsorában, ahol csak egy dalt játszott az albumról. Két nap múlva az Abbey Road Studiosban megkezdte második albumának felvételét; producerei David Gilmour és Richard Wright voltak a Pink Floydból.
A felvételek legfőbb célja az volt, hogy az előző albumnál egy sokkal összeszedettebb munkát készítsenek. Emiatt a munka sokkal hatékonyabban folyt – rengeteg kiadatlan dal készült – és a Barrett sokkal kevesebb idő alatt készült el, mint a Madcap. Sikerült csökkenteni a Madcapre jellemző kiszámíthatatlanságot és kétségbeesést, a stúdiómunka kötelmei eredményeképp a Barrett kevésbé leleményes, mint elődje.
Ennek ellenére több emlékezetes dal is hallható az albumon: a "Baby Lemonade", a "Dominoes" és a "Gigolo Aunt" éppolyan ismertek a Barrett-rajongók számára, mint a "See Emily Play" vagy az "Astronomy Domine" a Pink Floydtól. Bár nem kedvelik annyian, mint a Madcapet, a Barrettet – melynek borítóját maga Syd festette – alkotói még ma is sokra becsülik.
A felvételek sokkal könnyebben mentek, de Syd most már szokásos bizarr viselkedése így is okozott némi problémát. 1970. június 6-án adta Syd élete egyetlen saját koncertjét, Gilmourral és Shirleyvel. A negyedik dal után eléggé meglepte a közönséget (és a két zenészt is): szó nélkül letette a gitárt és udvariasan elment.
Megjelenése idején a Barrett nem keltette fel annyira az emberek érdeklődését, mint a Madcap, ezért nem is került fel a listákra. Barrett beleunt az egész zeneiparba, ezért visszament Cambridgebe. Leszámítva rövidéletű, 1972-ben alapított zenekarát, a Starst és a meghiúsult 1974-es lemezfelvételt, Barrett végleg felhagyott a zenéléssel.

## Az album dalai
Minden dalt Syd Barrett írt.
1. "Baby Lemonade" – 4:07
1. felvétel, 1970. február 26.
2. "Love Song" – 3:02
1. felvétel, 1970. július 17., rájátszások: július 17.
3. "Dominoes" – 4:02
3. felvétel, 1970. július 14.
4. "It is Obvious" – 2:55
1. felvétel, 1970. július 17., rájátszások: július 20.
5. "Rats" – 2:57
Demófelvétel, 1970. május 7., rájátszások: június 5.
6. "Maisie" – 2:46
2. felvétel, 1970. február 26.
7. "Gigolo Aunt" – 5:42
15. felvétel, 1970. február 27., rájátszások: április 2.
8. "Waving My Arms in the Air" – 2:09
1. felvétel, 1970. február 27., rájátszások és új ének: április 2.
9. "I Never Lied to You" – 1:46
1. felvétel, 1970. február 27., rájátszások és új ének: április 2.
10. "Wined and Dined" – 2:54
10. felvétel, 1970. július 14.
11. "Wolfpack" – 3:41
2. felvétel, 1970. április 3.
12. "Effervescing Elephant" – 1:52
9. felvétel, 1970. július 14.

- 1993-ban a Barrett hét, addig kiadatlan dallal újra megjelent. Bővebben lásd a Crazy Diamond lapon.

## Közreműködők
- Syd Barrett – ének, gitár
- David Gilmour – gitár, basszusgitár, orgona, dob, producer
- Richard Wright – billentyűs hangszerek, zongora, Hammond orgona, harmónium, producer
- Jerry Shirley – dob, ütőhangszerek
- John Wilson – dob, ütőhangszerek
- Willey – ütőhangszerek
- Vic Saywell – tuba

### Produkció
- Peter Bown – hangmérnök